# NAIRU

Curva de Phillips - NAIRU a largo y corto plazo.

El término NAIRU es un acrónimo derivado de la expresión inglesa  Non-Accelerating Inflation Rate of Unemployment (Tasa de desempleo no aceleradora de la inflación). La teoría de la NAIRU es un argumento en contra de la existencia de un intercambio duradero entre inflación y desempleo que se desprendía la curva de Phillips. Es un concepto económico que abarca la microeconomía y, sobre todo, la macroeconomía. Si la tasa de paro cae por debajo de la NAIRU es probable que la inflación se dispare. En términos de producción, la NAIRU se corresponde con la producción potencial, que es el máximo nivel que el producto interior bruto puede mantener de forma sostenida en el tiempo. 

## Orígenes
El concepto de NAIRU se desarrolló en los años 60 y 70 del siglo XX como respuesta a la pérdida de capacidad explicativa de la curva de Phillips. La curva de Phillips, descubierta tempranamente por Irving Fisher en 1926 y popularizada por William Phillips en 1958, refleja la correlación negativa existente entre la tasa de desempleo y la tasa de inflación. Esta correlación parecía indicar la existencia de un intercambio duradero entre desempleo e inflación, de forma que era posible alcanzar una menor tasa de paro aceptando una mayor inflación. Era misión del gobierno lograr un punto intermedio entre inflación y desempleo atendiendo al consenso social. 
Sin embargo, para varios economistas (entre ellos Edmund Phelps y Milton Friedman) la curva de Phillips carecía de apoyo teórico. Argumentaron que, en el largo plazo, una política macroeconómica del gobierno que redujera el desempleo por debajo de cierta tasa crítica aceptando una mayor inflación provocaría un cambio en las expectativas inflacionistas (véase expectativas adaptativas) que difuminaría la relación de intercambio entre inflación y desempleo que se desprende de la curva de Phillips. Esta tasa de desempleo crítica por debajo de la cual la inflación comienza a acelerarse recibió el nombre de "tasa natural de desempleo" por parte de Milton Friedman, siendo rebautizada como NIRU (non-inflationary rate of unemployment) por Franco Modigliani y Lucas Papademos en 1975, siendo actualmente conocida como NAIRU. De acuerdo con estos autores, la política económica no debería reducir el desempleo por debajo de la NAIRU ya que no existiría un intercambio duradero entre inflación y desempleo: la economía regresaría a la NAIRU y solo se conseguiría una mayor inflación. La predicción de Edmund Phelps y Milton Friedman se cumplió en los años setenta debido al fenómeno conocido como estanflación - aumento simultáneo de paro e inflación - donde la curva de Phillips perdió su forma difuminándose la relación negativa existente entre la tasa de desempleo y la tasa de inflación 
Actualmente la mayoría de los economistas reconocen la existencia de una curva de Phillips a corto plazo, que permite el intercambio entre inflación y desempleo, y una curva de Phillips a largo plazo que no permitiría dicho intercambio, la cual se representaría con una recta vertical correspondiente a la NAIRU. 

## Propiedades de la NAIRU
La NAIRU se describe mediante una curva de Phillips modificada:
{\displaystyle \pi =\pi ^{e}-a(U-U^{*})}
donde {\displaystyle \pi } representa la tasa de inflación, {\displaystyle \pi ^{e}} es la tasa de inflación esperada, {\displaystyle a} es un parámetro positivo, {\displaystyle U} la tasa de desempleo observada y {\displaystyle U^{*}} la NAIRU.
Esta ecuación nos indica que la inflación no solo depende de la inflación esperada sino también de cuánto se desvíe el desempleo respecto a la NAIRU:
- si {\displaystyle U} < {\displaystyle U^{*}} durante unos años, la inflación esperada aumentará por lo que la tasa de inflación tenderá a acelerarse.
- si {\displaystyle U} > {\displaystyle U^{*}} durante unos años, la inflación esperada disminuirá por lo que la tasa de inflación disminuirá y
- si {\displaystyle U} = {\displaystyle U^{*}}, la tasa de inflación permanecerá estable, excepto que haya un shock exógeno.

## Cambios en la NAIRU
Se supone que el nivel de la NAIRU fluctúa con el tiempo, con la productividad, la demografía y las políticas públicas. Dado que la NAIRU puede variar con el tiempo, cualquier estimación de NAIRU en un momento determinado tiene un margen de error que limita parcialmente su valor práctico como herramienta de formulación de políticas económicas. El análisis de la NAIRU es especialmente problemático si la curva de Phillips muestra histéresis, es decir, si los episodios de alto desempleo aumentan la NAIRU. Esto podría suceder, por ejemplo, si los trabajadores desempleados pierden habilidades, por lo que los empleadores prefieren pagar unos salarios mayores a los trabajadores existentes cuando aumenta la demanda (y después trasladar ese incremento de costes a los precios), en lugar de contratar a los desempleados.

### Comentarios de Joseph E. Stiglitz sobre la NAIRU
El profesor y premio Nobel de Economía Joseph E. Stiglitz escribió en relación con el desempleo y la NAIRU: "La tasa de paro (desempleo) de inflación estable no es inmutable; de modo que los gobiernos pueden poner en práctica políticas estructurales, de modo que la economía podrá operar con niveles de desempleo más bajos, a diferencia de las políticas que se centran exclusivamente en la inflación, dado que (como señala Phelps) la relación entre paro e inflación es altamente inestable".
Como continúa argumentando Stiglitz en su artículo, "concluir que no se puede hacer nada contra el desempleo o que las autoridades monetarias deben centrarse exclusivamente en la inflación, significa utilizar de un modo distorsionado los análisis de Phelps sobre la llamada "tasa de paro de inflación estable" (NAIRU). La obra de Phelps ayuda a comprender la complejidad de las relaciones entre la inflación y el desempleo y el importante papel que juegan las expectativas en esa relación.